# Contea di Loano
La contea di Loano era un piccolo Stato, sede di zecca, governato da un ramo della famiglia Doria (signoria, 1255-1505; contea, 1547-1770), con un intermezzo dei Fieschi (1505-1547). Il feudo imperiale, di limitate dimensioni, comprendeva il borgo dominato dalla rocca, e un piccolo territorio nelle immediate adiacenze. Costituiva un'enclave nella repubblica di Genova ed era vicinissimo al più strategico marchesato di Finale.

## Storia
Il nome dei Doria comparve per la prima volta in occasione dell'esordio dell'ascendente marinaro e coloniale della repubblica di Genova. Il blasone gentilizio trecentesco fu diffuso a tutti i loro rami in ossequio all'imperatore Enrico VII di Lussemburgo (1275-1313) ed era così illustrato:

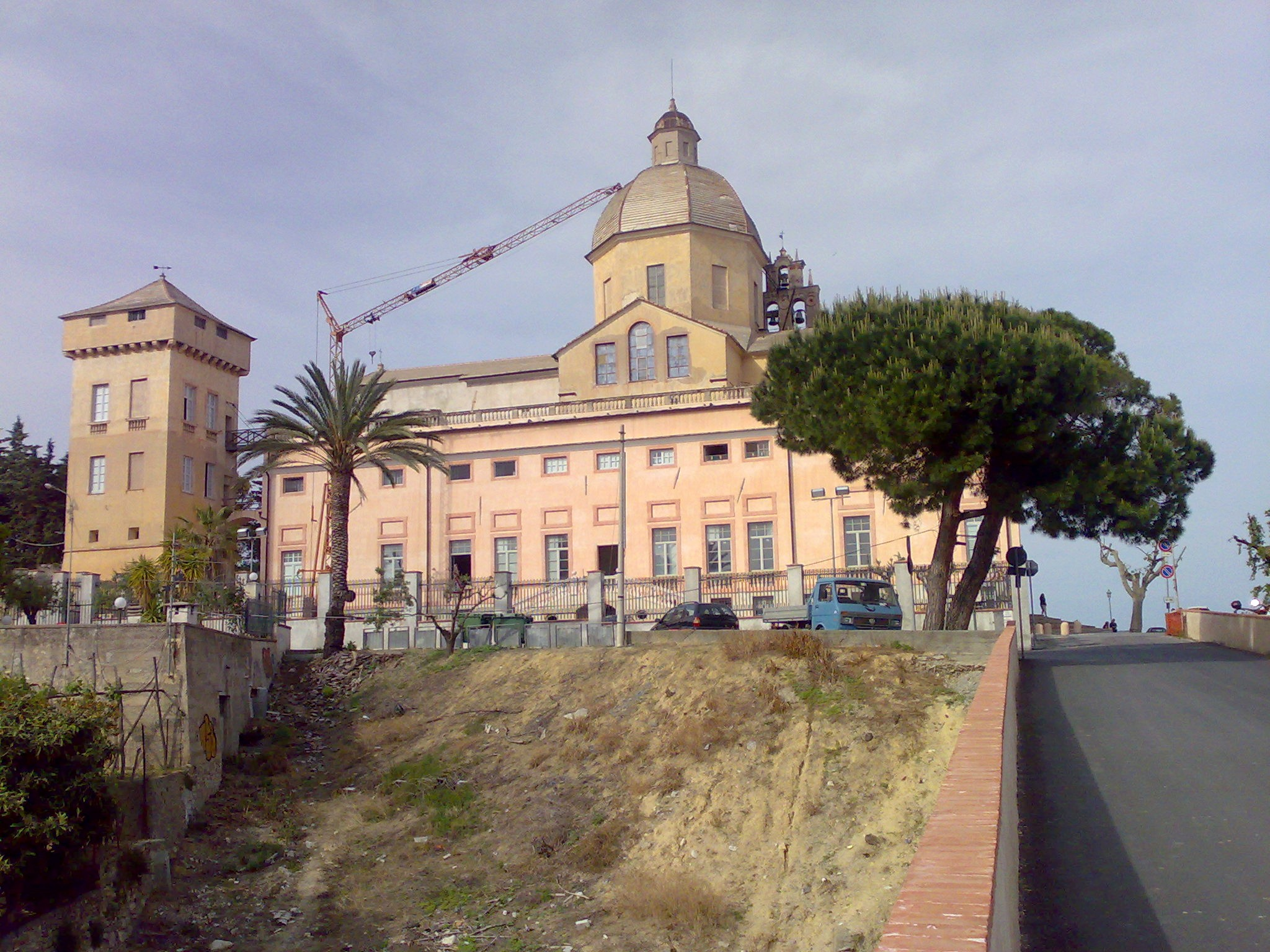
Convento di Monte Carmelo a Loano

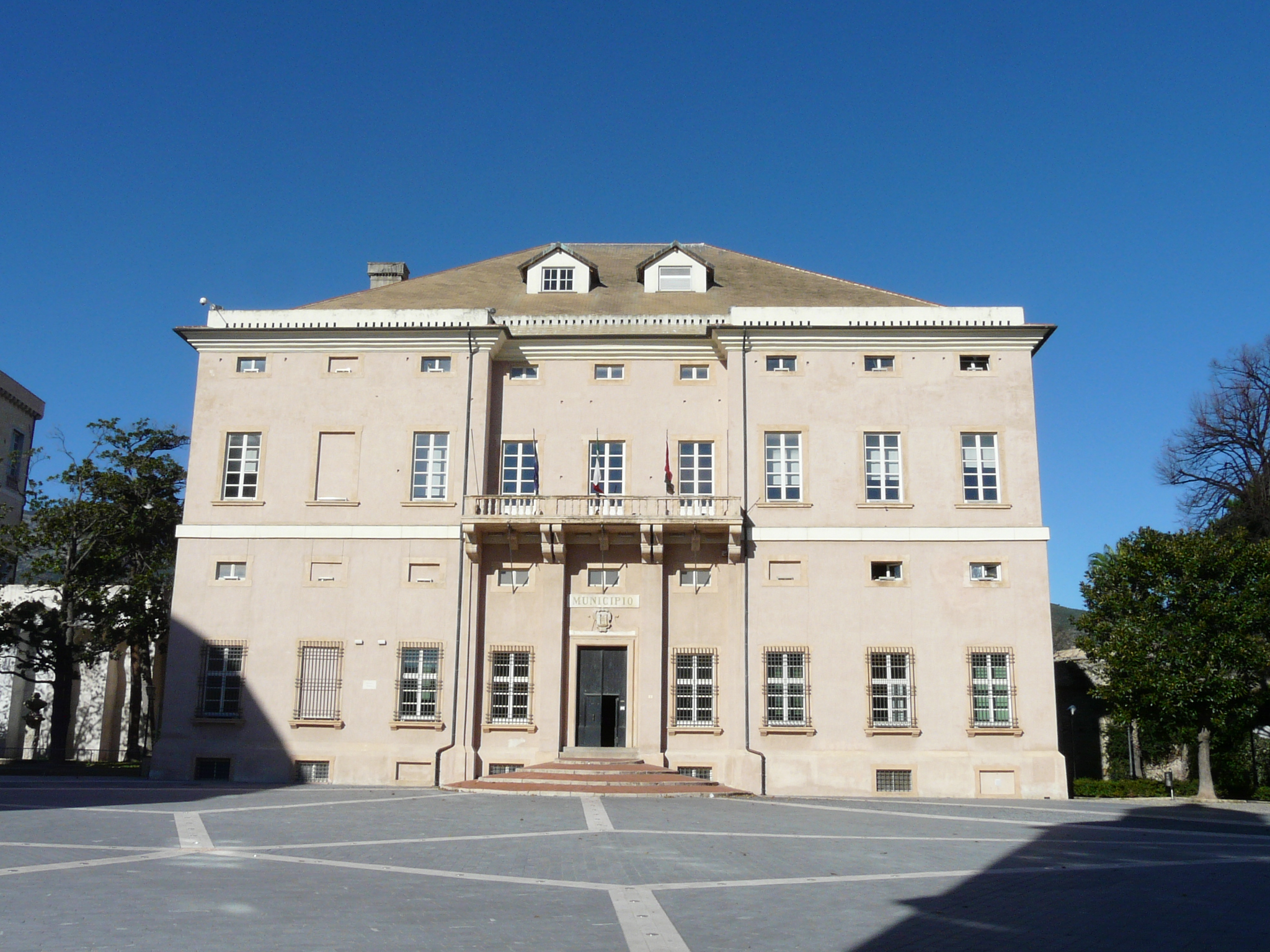
Palazzo Doria a Loano

I primi esponenti della stirpe risiedevano inizialmente nel gruppo di case situate intorno alla chiesa genovese di San Matteo, tuttora patrocinata dai Doria Pamphili e loro luogo principale di sepoltura. In seguito le varie linee dinastiche furono titolari di possedimenti soprattutto in Liguria e Piemonte, ma anche a Roma, in Sardegna (Castelgenovese, Valledoria e Monteleone Rocca Doria appartenevano a Brancaleone, consorte della giudicessa Eleonora d'Arborea), in Basilicata, in Campania, Puglia e Sicilia.
Le doti dimostrate da alcuni Doria, specialmente nelle guerre, furono il motivo per il conferimento di titoli nobiliari, spesso con feudo: principi di Melfi, marchesi e principi di Torriglia, principi di Oneglia, marchesi di Dolceacqua, conti di Monteleone, conti di Loano. Nel corso del Seicento, poi, per matrimonio, acquisirono il rango e i beni patrimoniali dei Landi e dei Pamphili.
Il 16 gennaio 1263 il vescovo di Albenga Lanfranco Dinegro, con autorizzazione papale, conferì l'investitura di sette chilometri quadrati della diocesi al genovese Oberto Doria, figlio di Pietro e di Mabilia Casiccia, che più tardi raddoppiò, con acquisti da privati, l'esigua superficie di questo che, inizialmente, ebbe lo status di feudo pontificio.
L'assegnazione vescovile rese il nascente borgo di Loano indipendente da Genova con tutti i diritti e privilegi connessi e al cittadino Doria garantì l'opportunità di diventare feudatario, un primo passo verso la futura potenza della consorteria familiare. Oberto migliorò la vita dei sudditi, con opportunità di lavoro e un adeguato sistema difensivo lungo i confini, fece costruire case e la rocca in cui decise di dimorare. Più tardi verrà eretto un edificio signorile nel paese in cui i conti alloggiavano in alcuni periodi, alternandolo con il castello di Torriglia e il palazzo romano.
La duplice veste di sudditi genovesi e di concessionari di feudi aumentò considerevolmente il peso politico e sociale del clan Doria che agivano di comune accordo per la tutela dei propri interessi e per l'ampliamento dei territori sotto la loro giurisdizione. Il primo signore dotò il paese di appositi statuti e di funzionari (gastaldi, poi consoli) che provvedevano all'amministrazione e all'esercizio della giustizia.
La signoria doriesca proseguì in modo tranquillo, senza particolari problemi, fino al 1505, allorché Corrado III decise di alienare lo Staterello al lavagnese Giovanni Luigi Fieschi che, con decreto dell'imperatore e re di Spagna Carlo V (1514), lo resse fino al 1547, anno della cosiddetta Congiura. Il sovrano, allora, sottomise Loano al governatore di Milano per poi attribuirlo come feudo imperiale, con il rango di conte e la facoltà di battere moneta, a Gianandrea Doria, marchese di Torriglia e nipote del famoso Andrea Doria.
La contea conobbe, dunque, un periodo prospero anche dal punto di vista artistico con l'erezione del duomo, del convento di Monte Carmelo (destinato alla sepoltura di alcuni membri della famiglia comitale), del palazzo gentilizio e del restauro del castello. Nel 1627, poi, Giovanni Andrea II sposò l'ereditiera dello "Stato Landi" principessa Maria Polissena e, nel 1763, Giovanni Andrea III l'ultima dei Pamphili, Anna. I suddetti matrimoni originarono i Doria Landi Pamphili, ma anche l'allontanamento della famiglia dai feudi in favore di Roma.
Il trattato dell'Aia del 1720 attribuì la proprietà dei feudi imperiali liguri, per decisione dell'imperatore Carlo VI d'Asburgo, al nuovo re di Sardegna Vittorio Amedeo II e così la contea loanese nel 1736: il sovrano sabaudo, nondimeno, ma con maggiore controllo centrale, riaffermò l'investitura a Giovanni Andrea III Doria. Nel 1770 Andrea III, infine, dovette cedere definitivamente l'avito feudo ai Savoia ponendo fine all'indipendenza di Loano.

## Zecca
La zecca fu attiva dal 1600 al 1669, ovvero da Giovanni Andrea I al terzo di tale nome.
Furono coniate doppie d'oro, scudi e luigini d'argento, nonché 10 soldi di mistura.

## Signori (1255/63-1547) e conti di Loano (1575-1770)

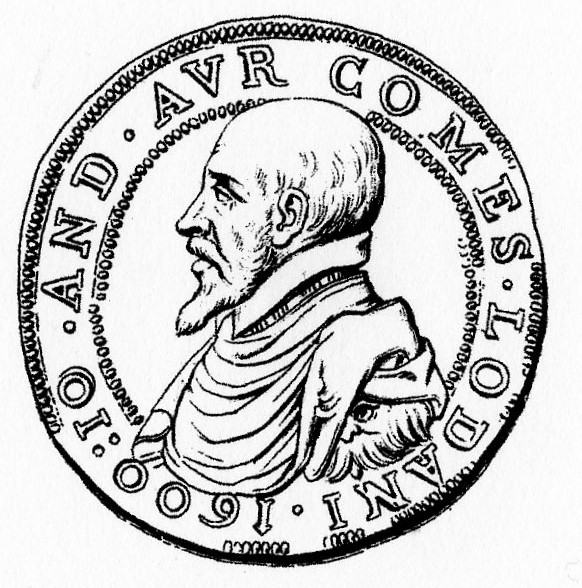
Scudo di Gianandrea Doria, (1600)

L'arme dei Doria Landi Pamphili

## Signori (1255/63-1547) e conti di Loano (1575-1770)[12]
| Titolo  | Nome                               | Periodo      | Consorte e note |
| Signore | Oberto I Doria                     | 1255/63-1306 | Nicolosia Cybo, Giovacchina Fieschi, Isotta di Ponzone                                                                         |
| Signore | Corrado I                          | 1306-1322    | Ginevra Doria |
| Signore | Raffaele (Raffo)                   | 1322-1341    | Argenta di Ceva |
| Signore | Dorino I                           | 1341-1350    | Ginevra |
| Signore | Dorino II                          | 1350-1375    | Violante Doria; governò con Pietro I e Dorino III                                                                              |
| Signore | Pietro I                           | 1350-1380    | Selvaggia Doria; con Dorino II e III                                                                                           |
| Signore | Dorino III                         | 1350-1389    | con Dorino II e Pietro I |
| Signore | Dorino IV                          | 1390-1427    | Caterina Adorno; con Corrado II                                                                                                |
| Signore | Corrado II                         | 1390-1430    | Ginevra Doria; con Dorino IV                                                                                                   |
| Signore | Pietro II                          | 1430-1438    | Caterina di Negro |
| Signore | Oberto II                          | 1438-1455    | Benedetta Campofregoso |
| Signore | Tommaso I                          | 1455-1480    | Maria Lomellini; con Pietro III                                                                                                |
| Signore | Pietro III                         | 1455-1499    | Serafina Bonaventura; con Tommaso I                                                                                            |
| Signore | Corrado III                        | 1499-1505    | Violante Doria, Luigia Spinola; vendette la contea ai Fieschi                                                                  |
| Signore | Giovanni Luigi Fieschi             | 1505-1547    | Eleonora Cybo; |
| Conte   | Gianandrea I Doria                 | 1575-1606    | Zenobia Doria del Carretto (1541-1590), principessa di Melfi (1578-1590); principe di Melfi (dal 1590] e marchese di Torriglia |
| Conte   | Andrea I                           | 1606-1612    | Giovanna Colonna, reggente (1612-1626); Andrea II come marchese di Torriglia                                                   |
| Conte   | Gianandrea II                      | 1612-1640    | Maria Polissena Landi, principessa di Borgotaro, reggente (1641-1648; sepolta al Carmelo di Loano                              |
| Conte   | Andrea II Doria Landi              | 1641-1654    | Violante Lomellini, reggente (1654-1679; III come marchese di Torriglia                                                        |
| Conte   | Gianandrea III                     | 1654-1737    | Anna Pamphili |
| Conte   | Gianandrea IV Doria Landi Pamphili | 1737-1764    | Maria Teresa Doria, Eleonora Carafa                                                                                            |
| Conte   | Andrea III                         | 1764-1770    | Leopolda di Savoia-Carignano; ultimo conte di Loano; IV come principe di Torriglia                                             |